# Freeze (exposition)
Freeze est une exposition d'art qui a eu lieu en juillet 1988 dans un bâtiment vide de l'autorité portuaire de Londres (l'ancienne caserne de pompiers) à Surrey Docks dans les Docklands de Londres.
Le principal organisateur était Damien Hirst. L'exposition a joué un rôle important dans le développement ultérieur des Young British Artists.

## Organisation

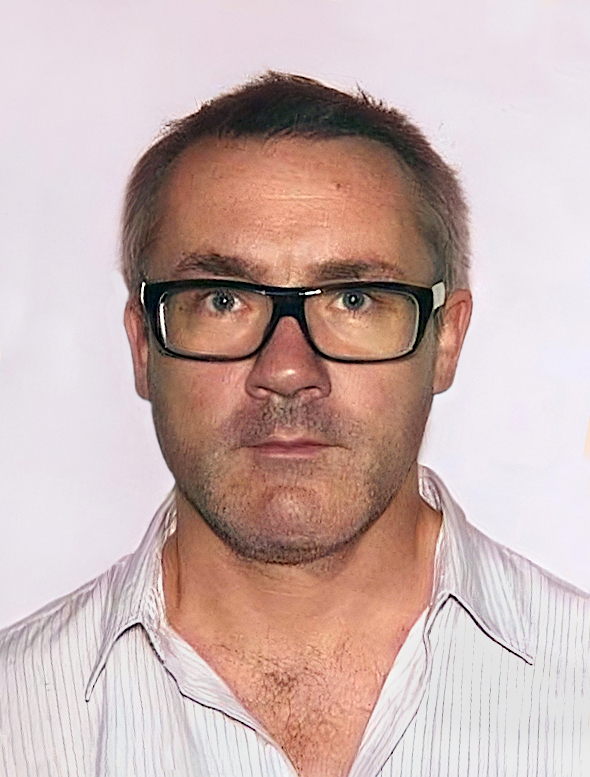
Damien Hirst, l'organisateur de en.

Freeze a été orchestré par Damien Hirst, alors étudiant au Goldsmiths College of Art. Il a été assisté par Luigi Scalera, un jeune diplômé en architecture travaillant pour la London Docklands Development Corporation, qui a identifié et mis à disposition le bâtiment abandonné pour l'exposition avec un financement modeste pour la peinture de l'intérieur,. Saatchi, un collectionneur d'art, a assisté à Freeze et a acheté une œuvre de Mat Collishaw. Michael Craig-Martin, du Goldsmiths Art College, a usé de son influence dans le monde de l'art de Londres pour convaincre Norman Rosenthal et Nicholas Serota de visiter l'exposition 
Une exposition d'œuvres d'Angus Fairhurst en février 1988 a été le précurseur de Freeze. Fairhurst — avec d'autres étudiants du Goldsmiths College of Art — a joué un rôle déterminant dans l'organisation de Freeze. C'est là que le travail des Young British Artists a retenu l'attention du collectionneur Charles Saatchi.
Le catalogue de Freeze avait des valeurs de production étonnamment élevées pour une exposition étudiante[réf. nécessaire].   Il a été conçu par Tony Arefin et a inclus un essai par le critique d'art Ian Jeffrey. Le catalogue a été financé par les promoteurs immobiliers Olympia et York. Le titre du l'exposition provient de la description du catalogue de la macro photographie de Mat Collishaw, Bullet Hole, qui montrait une blessure par balle à une tête humaine (tirée d'un manuel de pathologie).
En 2007, Michael Craig-Martin a déclaré dans une interview avec Brian Sherwin (en) :  

« J'avais toujours essayé d'aider mes élèves de toutes les manières possibles, en particulier dans les premières années après l'école d'art. Je savais par expérience personnelle à quel point c'était difficile - je n'ai jamais eu les choses faciles. J'ai fait la même chose avec Damien et Freeze. J'ai encouragé les gens à aller voir le travail. Je n'aurais jamais fait cela si je n'avais pas cru que l'exposition était d'un intérêt exceptionnel - pourquoi perdre du temps aux gens? Cela m'amuse que tant de gens pensent que ce qui s'est passé a été calculé et intelligemment manipulé alors qu'en fait c'était une combinaison de bravade juvénile, d'innocence, de timing heureux, de bonne chance et, bien sûr, de bon travail. »

— Brian Sherwin (en),  Art Space Talk: Michael Craig-Martin 
L'exposition était parrainée par la London Docklands Development Corporation et Olympia and York.

## Héritage
Une critique contemporaine de l'exposition originale, écrite par Sacha Craddock (en), est parue dans The Guardian.
Le succès a inspiré une deuxième exposition quelques mois plus tard, Freeze 2, mettant en vedette des artistes de la première exposition et de nouveaux visages d'autres écoles d'art de Londres. La BBC a filmé l'exposition et a interviewé certains contributeurs.
Freeze a influencé un groupe d'artistes nommés par après les Young British Artists (YBA - souvent écrits yBas). La liste des membres de ce groupe d'art est restée relativement fluctuante d'un projet à l'autre.

## Exposants
Deux artistes du groupe ont refusé de participer à l'exposition tandis que Dominic Denis était répertorié dans le catalogue mais n'a pas exposé. Les seize étudiants qui ont exposé à Freeze sont : 
- Steven Adamson
- Angela Bulloch
- Mat Collishaw
- Ian Davenport
- Angus Fairhurst
- Anya Gallaccio
- Damien Hirst
- Gary Hume
- Michael Landy
- Abigail Lane
- Sarah Lucas
- Lala Meredith-Vula
- Richard Patterson
- Simon Patterson
- Stephen Park
- Fiona Rae